# 휴맥스
휴맥스(Humax)는 디지털 셋톱박스 제조 업체이다. 1989년 설립되어 1997년 4월 코스닥(KOSDAQ, 115160) 시장에 상장되었다. 본사는 경기도 성남시 분당구 황새울로 216 (수내동)에, 본점은 경기도 용인시 처인구 영문로 2 (유방동)에 있다.

## 제품
네덜란드
- IRHD-5300C
- IHDR-5200C
- IRHD-5100C
- IHDR-5050C
- HD-FOX C DELTA (델타를 위해 특수 설계)

영국
- DTR-T1010 (YouView+)
- HDR-2000T (Freeview+)
- HDR-1000S (Freesat+)
- FVP-4000T (Freeview Play)

독일
- iCord HD+ (IP Hybrid PVR)
- iCord HD
- HD-FOX+ (IP Hybrid HD)
- HD-FOX
- PDR-iCord HD

중동
- iCord HD
- iCord HD+ (IP Hybrid PVR)
- IR1010HD
- IR1020HD
- IR2000HD
- IR2020HD
- IR3000HD
- IR3020HD
- IR3025HD
- IR3100HD
- HD-FREE
- IR-FREE

이탈리아
- HD-5700T
- HD-5600S

일본
- CI-S1 (Car - Digital TV Tuner)[1]

타이
- IR-H100S
- IR-H101
- IR-H102S
- PVR-H100
- HD-2000S
- HD-5000S
- HD-H200S
- HD-H10S

터키
- HM 9502 HD
- HM 9503 HD

미국
- 구글 파이버 GFHD100[2]

## 같이 보기
- 휴맥스홀딩스
- 셋톱 박스
- PVR
- DVR